# Петрин (Курская область)
Петрин — посёлок в Курском районе Курской области России. Входит в состав Лебяженского сельсовета.

## География
Посёлок находится в центральной части Курской области, в пределах южной части Среднерусской возвышенности, в лесостепной зоне, к западу от реки Млодать, на расстоянии примерно 13 км (по прямой) к юго-востоку от города Курск, административного центра района и области. Абсолютная высота — 188 м над уровнем моря.

### Климат
Климат характеризуется как умеренно континентальный, с относительно жарким летом и умеренно холодной зимой. Среднегодовая температура воздуха — 5,5 °С. Средняя температура воздуха самого тёплого месяца (июля) — 18,7 °C (абсолютный максимум — 37 °С); самого холодного (января) — −9,3 °C (абсолютный минимум — −35 °С). Безморозный период длится около 152 дней. Среднегодовое количество атмосферных осадков составляет 587 мм, из которых 375 мм выпадает в период с апреля по октябрь. Снежный покров образуется в первой декаде декабря и держится в среднем 125 дней.

### Часовой пояс
Посёлок Петрин, как и вся Курская область, находится в часовой зоне МСК (московское время). Смещение применяемого времени относительно UTC составляет +3:00.

## Население
| 2002 | 2010 |
| ---- | ---- |
| 662  | ↘650 |

### Половой состав
По данным Всероссийской переписи населения 2010 года, в половой структуре населения мужчины составляли 45,4 %, женщины — соответственно 54,6 %.

### Национальный состав
Согласно результатам переписи 2002 года, в национальной структуре населения русские составляли 98 %.

## Улицы
- ул. Рябиновая,
- ул. Садовая,
- ул. Центральная[7].

## Инфраструктура
Личное подсобное хозяйство. В посёлке 110 домов.

## Транспорт
Посёлок находится на автодорогe межмуниципального значения 38Н-416 (Курск — Петрин), в 10 км от ближайшего ж/д остановочного пункта 465 км (линия Льгов I — Курск).
В 105 км от аэропорта имени В. Г. Шухова (недалеко от Белгорода).